# بوفاتح سبقاق

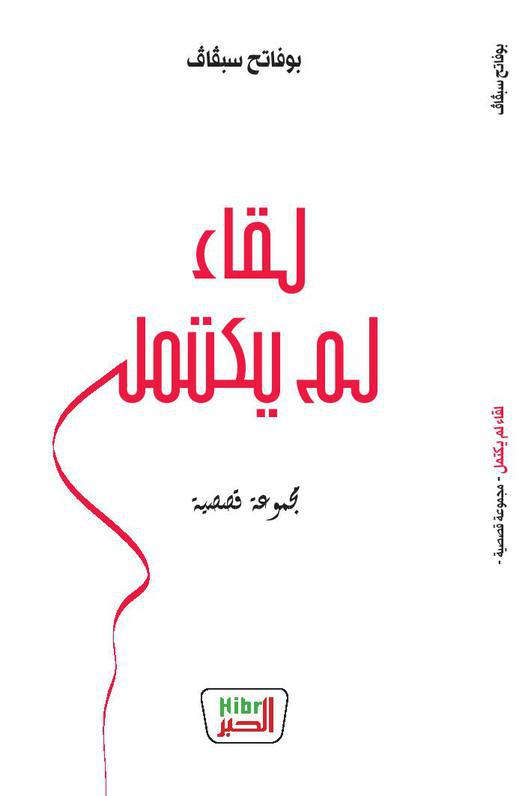

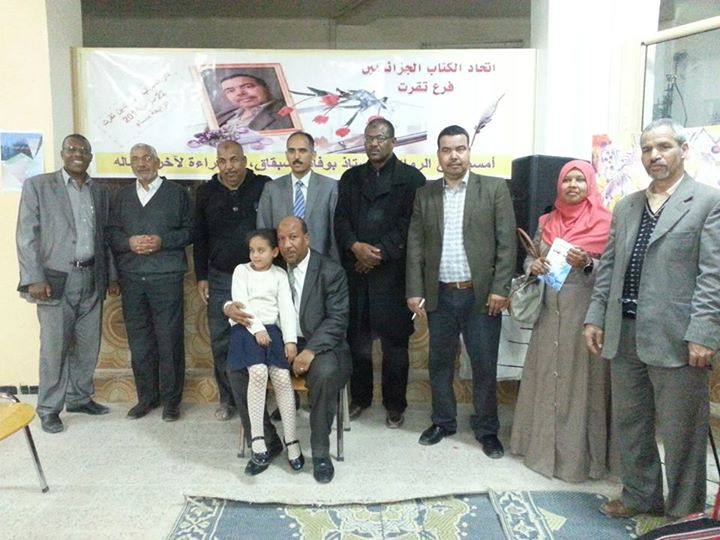

بوفاتح سبقاق هو قاص وروائي جزائري. بدأ النشر في الصحف الوطنية منذ 1988. من مواليد مدينة تقرت 07 جانفي 1969 بالجنوب الشرقي الجزائري. نشر في مجلة العربي الكويتية وأسبوعية أخبار الأدب المصرية. حاز على جائزة عبد الحميد بن هدوقة للقصة القصيرة.
أصدرت الناقدة الأردنية سعاد جبر دراسة نقدية حول أعماله بعنوان: ثنائية النخبة والمواطن في كتابات بوفاتح سبقاق القصصية. 
بوفاتح سبقاق عضو اتحاد الكتاب الجزائريين، وعضو في الجمعية الثقافية الجاحظية. حاز على جائزة مسابقة همسة للقصة القصيرة بالقاهرة سنة 2015.

## الأعمال
- رجل الأفكار - مجموعة قصصية - سنة 2000.
- الرقص مع الكلاب - مجموعة قصصية سنة 2002.
- رواية الإعصار الهادئ - سنة 2007.
- لقاء لم يكتمل - مجموعة قصصية سنة 2015
- استدعي إلى مهام أخرى - مجموعة قصصية 2017
- ترجمت بعض قصصه إلى اللغة الفرنسية سنة 2014 بكتاب معنون La Proposition magique
- ما    بعد     الخطوط  الحمراء -  مجموعة  قصصية -- سنة   2023